# 桑克湖
桑克湖（英語：Sunk Lake），是南極洲的湖泊，位於羅斯島，處於羅德斯角，由英國探險隊繪入地圖，該湖泊現時由南極條約體系管理。